# مایک اداود
مایک اُداود (انگلیسی: Mike O'Dowd؛ ۵ آوریل ۱۸۹۵ – ۲۸ ژوئیهٔ ۱۹۵۷) بوکسور حرفه‌ای اهل ایالات متحده آمریکا بود. نام او در سال ۲۰۱۴ در تالار بین‌المللی مشاهیر بوکس ثبت شد.
از فیلم‌ها یا برنامه‌های تلویزیونی که وی در آن نقش داشته است، می‌توان به پول را بردار و فرار کن اشاره کرد.